# Plectranthias
Plectranthias är ett släkte av fiskar som fick sin vetenskapliga beskrivning år 1873 av den nederländske iktyologen Pieter Bleeker. Släktet ingår i familjen havsabborrfiskar.

## Dottertaxa tillPlectranthias, i alfabetisk ordning[1]
- Plectranthias ahiahiata
- Plectranthias alcocki
- Plectranthias alleni
- Plectranthias altipinnatus
- Plectranthias anthioides
- Plectranthias bauchotae
- Plectranthias bilaticlavia
- Plectranthias cirrhitoides
- Plectranthias elaine
- Plectranthias elongatus
- Plectranthias exsul
- Plectranthias fijiensis
- Plectranthias foresti
- Plectranthias fourmanoiri
- Plectranthias gardineri
- Plectranthias garrupellus
- Plectranthias helenae
- Plectranthias inermis
- Plectranthias intermedius
- Plectranthias japonicus
- Plectranthias jothyi
- Plectranthias kamii
- Plectranthias kelloggi
- Plectranthias klausewitzi
- Plectranthias knappi
- Plectranthias lasti
- Plectranthias longimanus
- Plectranthias maculicauda
- Plectranthias maugei
- Plectranthias megalepis
- Plectranthias megalophthalmus
- Plectranthias morgansi
- Plectranthias nanus
- Plectranthias nazcae
- Plectranthias pallidus
- Plectranthias parini
- Plectranthias pelicieri
- Plectranthias randalli
- Plectranthias retrofasciatus
- Plectranthias robertsi
- Plectranthias rubrifasciatus
- Plectranthias sagamiensis
- Plectranthias sheni
- Plectranthias taylori
- Plectranthias vexillarius
- Plectranthias wheeleri
- Plectranthias whiteheadi
- Plectranthias winniensis
- Plectranthias xanthomaculatus
- Plectranthias yamakawai